# Palais épiscopal de Pampelune
Le palais épiscopal de Pampelune est un bâtiment baroque du XVIIIe siècle.

## Présentation
Bien que Pampelune soit, depuis l'époque wisigothique, une ville épiscopale, son évêque n'a disposé de résidence propre qu'à compter de la construction de ce bâtiment. Les monarques navarrais cédèrent le Palais royal de San Pedro au Moyen Âge ; les évêques durent le restituer au XVe siècle après de longs litiges. Depuis lors, les évêques ont dû vivre dans différentes demeures jusqu'à la construction de ce bâtiment.
Les travaux ont commencé en 1732 pour se terminer en 1736. Il figure parmi les principales œuvres du baroque pamplonais. Sa façade principale donne sur la place de Santa María la Real. Le bâtiment reprend les éléments caractéristiques des demeures seigneuriales de la Ribera de l'Èbre, avec un socle en pierre de taille, du rez-de-chaussée et entresol, suivi de brique, avec un couronnement de galerie d'arcs, élevée sur un premier avant-toit. L'étage noble possède des balcons volés[Quoi ?].
La Portail a un grand "protagonisme"[Quoi ?] et marque le centre[Quoi ?]. Il a été conçu par Miguel Goyeneta avec l'air d'un petit retable exécuté en pierre, avec les colonnes, les "aletones" de feuillage et "l'ático" avec comme ornement la statue de San Fermín. La composition est répétée dans l'avant latéral.
En 1973 on a effectué une restructuration de son intérieur en maintenant l'escalier original.
Pendant le Moyen Âge, dans la place où il est situé, correspondait à la Juiverie et dans ce secteur se situait la Synagogue. Au XVIe siècle les Mercédaires ont érigé dans ce lieu leur nouveau couvent dont le bâtiment a subsisté jusqu'à 1945 et quand on a démoli cet ensemble, il a été converti en l'actuelle place de Santa María la Real.

### Sources et bibliographie
- (es) Cet article est partiellement ou en totalité issu de l’article de Wikipédia en espagnol intitulé « Palacio Episcopal de Pamplona » (voir la liste des auteurs).
- Asunción de Orbe y Sivatte, Chapitre: La ciudad de Pamplona formación y desarrollo, El Arte en Navarra, 1994, Éditions Diario de Navarra, Pampelune,  (ISBN 84-89103-00-3)
- Alfredo Sarasa Asiain, Guía de arquitectura de Pamplona y su Comarca, 2006, Editions Pampelune: colegio oficial de arquitectos Vasco-Navarro,  (ISBN 84-611-3284-X)